# Südlicher Seehecht
Der Südliche Seehecht (Merluccius australis) ist eine Art der Seehechte (Merlucciidae). Diese Art wird wegen ihres hochwertigen Fleisches stark befischt, sie werden als Speisefisch gehandelt oder zu Fischmehl verarbeitet.

## Merkmale
Der Südliche Seehecht wird normalerweise ca. 1,2 bis 1,3 Meter lang und ca. 18 bis 20 Kilogramm schwer. Der, für seine Gattung recht schlanke Seehecht ist am Rücken stahlgrau, wird jedoch bauchwärts silber. Die Brustflossen sind lang und schmal, bei jungen Exemplaren reichen sie bis zur Afterflosse. Bei Tieren über einer Länge von 50 Zentimetern erreichen die Brustflossen die Afterflosse nicht mehr. Die Rückenflosse besitzt 48 bis 57 Flossenstrahlen. Die Afterflosse besteht aus 40 bis 46 Flossenstrahlen. Der Fisch besitzt 53 bis 58 Wirbel und die Kiemenrechen der Fische sind kurz und haben stumpfe Spitzen. Auf dem ersten Kiemenbogen befinden sich meist 12 bis 14 Kiemenrechen.

## Verbreitung
Der Bestand des Fisches teilt sich auf zwei Hauptpopulationen auf. Eine lässt sich rund um Neuseeland finden, genauer vom Chatham Rise bis zum East Cape. Die andere Population beheimatet das Gebiet rund um Patagonien. Von der chilenischen Insel Chiloé im Norden bis zum südlichen Ende des Kontinents.

## Lebensweise
Beide Populationen ernähren sich von Fisch, Kopffüßer und bodenbewohnende Organismen. Die neuseeländische Population lebt in einer Meerestiefe von ca. 400 bis 1000 Metern. Sie wandern im Sommer südwärts, wahrscheinlich um ihrer Nahrung zu folgen. Im Winter kehren sie wieder in den Norden zurück, um zu laichen, dies geschieht von August bis September. Die patagonische Population findet sich in einer Meerestiefe von ca. 60 bis 800 Metern.

## Fischerei
Die jetzigen Bestände werden besonders von Chile, Argentinien und Neuseeland befischt. Die neuseeländische Population wurde 1987 auf 110.000 Tonnen geschätzt, heute schätzt man diesen Bestand auf ca. 64.000 Tonnen ein. Die patagonischen Bestände werden seit 25 Jahren befischt, 1987 gab es ebenso ca. 110.000 Tonnen. Heute wird der Bestand auf 115.000 Tonnen geschätzt. 2014 wurden ca. 23.000 Tonnen dieser Art gefischt.

## Systematik
Merluccius australis ist eine von 15 Arten der Gattung Merluccius innerhalb der Seehechte (Merlucciidae).